# Lex Atilia
Droit romain et lois romaines
La lex Atilia est une loi votée par Lucius Atilius, peut-être lors de son tribunat plébéien en 210 av. J.-C., mise en place avant 186 av. J.-C. Elle concerne la désignation d'un tuteur par un préteur s'il n'a pas été nommé par testament ou par la loi.

## La tutelle dans le droit romain primitif
Selon le droit romain archaïque, à la mort du pater familias, les héritiers mâles pubères gèrent en commun le patrimoine familial qui demeure en indivision. Cette gestion se fait au nom et dans l'intérêt de tous les membres du groupe familial, y compris les membres jugés incapables au regard du droit, comme les héritiers encore impubères.
Après la mise par écrit de la loi des Douze Tables, le principe de l'indivision du patrimoine s'efface devant l'individualisme familial. Mais cette nouvelle notion peut en théorie permettre à un hériter mâle impubère de se retrouver à la tête d'une partie de l'héritage. Celui-ci étant jugé inapte pour gérer un patrimoine qu'il pourrait mettre en péril par des décisions inconsidérées, le droit romain le place sous la tutelle d'un membre proche de sa famille qui est lui-même un potentiel successeur du pater familias disparu (adgnatus proximus). En plus de cette tutelle légitime, la loi des Douze Tables introduit une nouvelle forme de tutelle, la tutelle testamentaire ou dative. Le pater familias peut désormais nommer, en formulant ses dernières volontés sur un testament, la personne qui deviendra tuteur pour les héritiers qui seront encore impubères à sa mort. La tutelle est à la fois un pouvoir sur les biens et la personne du pupille et à la fois un devoir de protection de ce dernier.

## Les dispositions de lalex Atilia
La lex Atilia institue une nouvelle forme de tutelle au cas où celles existantes ne peuvent pas être appliquées, la tutelle dite « atilienne » (tutor atilianus). Tout individu peut demander aux magistrats compétents de nommer un tuteur (datio tutoris) pour prendre en charge un héritier impubère. Sous l'Empire, cette démarche doit obligatoirement être réalisée par certains proches comme la mère s'ils ne veulent pas perdre leurs propres droits à la succession.
À l'origine, la loi ne s'applique qu'à Rome et en Italie. Le magistrat qui s'occupe des demandes de mise sous tutelle est le praetor urbanus, avec l'accord d'une majorité des tribuns de la plèbe,. La loi est plus tard étendue à tout l'Empire avec le passage de la lex Iulia et Titia en 31 av. J.-C.